# Malin Diaz
Malin Diaz Pettersson, född 3 januari 1994, är en svensk fotbollsspelare (mittfältare). Hon har under sin karriär spelat för Eskilstuna United, AIK, Tyresö FF och Djurgårdens IF i Damallsvenskan. Diaz har även representerat Sveriges landslag.

## Karriär
Inför säsongen 2018 värvades Diaz av Djurgårdens IF, där hon skrev på ett ettårskontrakt.  I november 2019 förlängde Diaz sitt kontrakt i Djurgården med två år. I april 2021 meddelade Diaz att hon var gravid och tog en paus från fotbollen på obestämd tid.